# فیتوکروم
فیتوکروم یا گیافام یک گیرنده نور است، مادهٔ رنگی که گیاهان و برخی باکتری‌ها و فانگوس (نوعی قارچ) از آن برای شناسایی نور استفاده می‌کنند. فیتوکروم در طیف نور مرئی، حساس به نور قرمز و فراقرمز است. خیلی از گیاهان گل دهنده از فیتوکروم برای تنظیم زمان گل‌دهی و توازن شبانه‌روزی از طریق طول شب و روز (دوره تناوب نوری)، استفاده می‌کنند. فیتوکروم همچنین، پاسخ‌های دیگری شامل جوانه زنی دانه‌ها (فوتوبلاستی)، کشیدگی جوانه، اندازه، شکل و تعداد برگ‌ها، سنتز کلروفیل، و مستقیم سازی قلاب اپیکوتیل یا هایپوکوتیل جوانه‌های دو لپه، را تنظیم می‌کند. فیتوکروم در برگ‌های بیشتر گیاهان یافت می‌شود. از لحاظ زیست-شیمیایی، فیتوکروم یک پروتئین با یک کروموفور بیلین است. فیتوکروم در بیشتر گیاهان شامل همه گیاهان عالی، پیدا شده است؛ مولکول‌های بسیار مشابه‌ای هم در تعدادی از باکتری‌ها یافت شده است. یک تکه از فیتوکروم باکتریایی امروزه ساختار پروتئینی سه بعدی حل شده دارد.
دیگر گیرنده‌های نور گیاهی، شامل کریپتوکروم، فوتوتروپین، و UVR8، که در نواحی نور آبی و فرابفش از طیف نوری، حساس به نور هستند.

## ساختار
فیتوکروم از دو زنجیر شبیه به هم (A و B) تشکیل شده است. هر زنجیره یک محدوده PAS و یک محدوده GAF، دارد. محدوده PAS به عنوان حسگر سیگنال عمل می‌کند و محدوده GAF مسوول اتصال به cGMP و همچنین حس کردن نور، است.
باهم، این دو زیر شاخه، یک ناحیه فیتوکروم تشکیل می‌دهند، که تغییرات گیاه را در قبال دریافت نور قرمز و دور-قرمز، تنظیم می‌کند. در گیاهان، نور قرمز، فیتوکروم را به حالت فعال خود تغییر می‌دهد، درحالی‌که نور دور-قرمز فیتوکروم را به حالت نافعال خود تغییر می‌دهد.
فیتوکروم‌ها از طریق فیتوکرومیسیته (میزان تغییر رنگ در قبال در یافت نور) قرمز/فراقرمز مشخص می‌شوند. رنگدانه‌های فیتوکرومی در قبال جذب نور، «رنگ» (خواص جذبی طیفی) خود را تغییر می‌دهند. فیتوکروم در حالت زمینه در حالت Pr قرار دارد، که r نشان دهندهٔ این است که فیتوکروم نور قرمز را به صورت منحصر به فردی شدید جذب می‌کند. بیشینه جذب در طول موج ۶۵۰–۶۷۰ نانومتر است، بنابراین دسته متمرکز فیتوکروم به چشم انسان به صورت آبی-فیروزه‌ای دیده می‌شود؛ ولی هنگامی که یک فوتون قرمز جذب می‌شود، رنگدانه دستخوش یک تغییر سریع ترکیبی (مربوط به ترکیبات آن رنگدانه) برای شکل‌گیری حالت Pfr(fr نشان دهنده far-red) می‌شود. در اینجا fr نشان دهنده این است که ترجیحاً نور دور-قرمز (گاهی «نزدیک به فروسرخ» بین ۷۰۵–۷۴۰ نانومتر، گفته می‌شود) جذب شده است. این تغییر در جذب برای چشم انسان در قالب رنگ کمی مایل به سبز، معلوم است. وقتی Pfr نور دور-قرمز را جذب می‌کند، به حالت Pr بر می‌گردد. از این جهت، Pr با دریافت نور قرمز به Pfr و Pfr با دریافت نور دور-قرمز به Pr، تبدیل می‌شود. حد اقل در گیاهان، Pfr حالتی است از لحاظ فیزیولوژیکی فعال یا حالت سیگنال‌دهنده است.

## زیست شیمیایی
از نظر شیمیایی، فیتوکروم تشکیل شده است از یک کروموفور، یک تک مولکول بیلین با یک زنجیره باز از ۴ حلقه پایرول، که به نصفهٔ پروتئین چسبیده‌اند. این کروموفور است که نور را جذب می‌کند، و در نتیجه ترکیبات بیلین و متعاقباً آن قسمت متصل به پروتئین را تغییر می‌دهد، که آن را از یک حالت یا ایزوفورم به حالتی دیگر می‌برد.
کروموفور یک فیتوکروم معمولاً فیتوکروموبیلین است، و به صورت خیلی نزدیکی مرتبط است با فایکوسایونوبیلین (phycocyanobilin، کروموفور برای فایکوبیلی‌پروتئین‌ها است که مورد استفاده سیانوباکتری و جلبک قرمز برای حبس نور و فتوسنتز، قرار می‌گیرد) و رنگدانه بیلیروبین در بایل (که ساختار آن در معرض نور تأثیر می‌پذیرد، روشی است که در نور درمانی نوزادان یرقانی، بهره‌برداری می‌شود).
عبارت «بیلی» در تمام این اسامی به بایل اشاره دارد.
بیلین‌ها مشتق شده هستند از حلقه بستهٔ تتراپایرول از Haem و یک واکنش اکسیداتیو که توسط اوکسیژناز Haem کاتالیز شده است، برای منجر شدن به زنجیرهٔ باز مشخصه. کلروفیل هم مشتق شده است از هم(Haem or Heme). برخلاف بیلین‌ها، هم(Haem) و کلروفیلی یک اتم فلز در مرکز حلقه، به ترتیب آهن یا منیزیم، حمل می‌کنند.
حالت Pfr یک سیگنال به دیگر سامانه‌های زیستی در سلول، می‌فرستد، مانند مکانیزم‌های مسوول در قبال پروسه همگذاری اطلاعات ژنی (gene expression). با اینکه این مکانیزم تقریباً یک فرایند حتماً زیست شیمیایی است، ولی همچنان این مکانیزم جای بحث دارد. معلوم شده است که علی‌رغم اینکه فیتوکروم‌ها در سیتوسول سنتز می‌شوند و حالت Pr در آنجا محلیت می‌گزیند، حالت Pfr وقتی که توسط تابش نور، تولید می‌شود، به هسته سلول تغییر مکان می‌دهد. این قضیه به صورت غیر مستقیم، نقش فیتوکروم را در کنترل کردن فرایند همگذاری اطلاعات ژنی (gene expression)، بیان می‌کند، و بسیاری از ژن‌ها معلوم شده است که توسط فیتوکروم‌ها تنظیم می‌شوند، ولی مکانیزم دقیق آن هنوز باید به‌طور کامل کشف شود.
مطرح شده بود که فیتوکروم، در حالت Pfr، ممکن است به عنوان یک آنزیم کیناز (آنزیمی است که فرایند حمل گروه فسفاتی را از ATP به یک مولکول مشخص، کاتالیز می‌کند) عمل می‌کند، و همچنین نشان داده شده است که فیتوکروم در حالت Pfr، به صورت مستقیم می‌تواند با فاکتورهای رونویسی‌کننده، تعامل کند.

## کشف
رنگدانه فیتوکروم توسط استرلینگ هندریکس و هری بورتویک در مرکز تحقیقات کشاورزی در مریلند، حین دوره پایانی ۱۹۴۰ تا اوایل ۱۹۶۰، کشف شد. با استفاده کردن از یک طیف‌سنجی که از قطعات قرض گرفته شده و باقی‌مانده از جنگ، آن‌ها دریافتند که نور قرمز در رشد و ترویج عملیات گل‌دهی، بسیار مؤثر است.
پاسخ‌های به نور قرمز توسط نور دور-قرمز قابل برگشت‌پذیری بود، که نشان دهنده یک رنگدانه‌ای با قابلیت برگشت‌پذیری با نور بود.
رنگدانه فیتوکروم توسط یک بیوفیزیک دان به نام وارن باتلر و یک بیوشیمی دان به نام هارولد سیگلمن، با استفاده از یک طیف‌سنج نوری، در سال ۱۹۵۹ شناسایی شد. باتلر همچنین در باب نام‌گذاری آن به فیتوکروم، نقش داشت.
در سال ۱۹۸۳، آزمایشگاه‌های پیتر کوئیل و کلارک لاگاریس، یک خالص‌سازی شیمیایی از مولکول دست نخورده و سالم فیتوکروم را، گزارش کردند، و در سال ۱۹۸۵، اولین دنبالهٔ ژنی فیتوکروم توسط هاوارد هرشی و پیتر کوئیل انتشار یافت.
در سال ۱۹۹۶ یک ژن در دنبالهٔ ژنوم سینکوسیستیک سایانوباکتریوم، معلوم شد که یک شباهت بسیار ناچیز با آن دسته از فتوکروم‌های گیاهی دارد، اولین مدرک از فیتوکروم‌ها در خارج از قلمرو گیاهان.
جان هیو در برلین و کلارک لاگاریس در دانشگاه دیویس در کالیفرنیا، متعاقباً نشان دادند که این ژن به‌طور حتم یک فیتوکروم واجد شرایط (به اسم Cph1) را کد کرده، به صورتی که یک کروموپروتئین برگشت‌پذیر از قرمز/دور-قرمز است. احتمالاً فیتوکروم‌های گیاهی از یک فیتوکروم سایانوباکتریال اجدادی، مشتق شده‌اند، شاید از طریق مهاجرت کردن ژن از کلروپلاست به هسته، این اتفاق افتاده باشد. به دنبال آن، فیتوکروم‌ها در دیگر پروکاریوت‌ها شامل Deinococcus radiodurans و Agrobacterium tumefaciens، یافت شده است. در Deinococcusها فیتوکروم‌ها تولید رنگدانه‌های محافظ نور را تنظیم می‌کند، به هر صورت در سینکوسیستیک و اگروباکتریوم، عملکرد زیستی این رنگدانه‌ها کماکان نامعلوم است.
در سال ۲۰۰۵، آزمایشگاهٔ ویرسترا و فورست در دانشگاه ویسکانسین یک ساختار سه بعدی از ناحیه حسگر نور یک فیتوکروم Deinococcus منتشر کردند.
این مقاله پیشرفته، فاش کرد که زنجیر پروتئینی یک گره-یک ساختار بسیار غیرمعمول در پروتئین- را شکل می‌دهد.

## مهندسی ژنتیک
حوالی سال ۱۹۸۹، تعدادی از آزمایشگاه‌ها در تولید گیاهان تراریخت (Transgenic) که مقدار مرتفعی از فیتوکروم‌های مختلف را تولید می‌کردند، موفق بودند. در تمام موارد گیاهان تولید شده، به صورت کاملاً آشکار، دارای ساقه‌های کوتاه و برگ‌هایی با رنگ سبز تیره بودند. هری اسمیت و همکارانش در دانشگاه لستر انگلستان نشان دادند که با زیاد کردن میزان فیتوکروم A (که به نور دور-قرمز حساس است و بدان پاسخ می‌دهد)، پاسخ‌ها و سیگنال‌های مربوط به اجتناب از سایه، می‌توانند مورد تغییر قرار بگیرند.
در نتیجه آن، گیاهان می‌توانند انرژی کمتری در رشد هر چه بیشتر، صرف کنند، و همچنین منابع بیشتری برای رشد دانه و توسعه دادن به سیستم ریشه خود داشته باشند. این قضیه می‌تواند استفاده‌های سودمندی را به همراه داشته باشد، به عنوان مثال: تیغه چمن‌ها که آهسته‌تر از چمنهای معمولی رشد می‌کردند، نیازی به چمن‌زدن مکرر نداشتند، یا گیاهان محصول‌دهنده می‌توانند انرژی بیشتری را به جای رشد بیشتر، به دانه‌های خود منتقل کنند.

## ارجاعات
1. ↑  پی‌دی‌بی 3G6O; Yang X, Kuk J, Moffat K (2009). "Crystal structure of P. aeruginosa bacteriaphytochrome PaBphP photosensory core domain mutant Q188L". Proc. Natl. Acad. Sci. U.S.A. 106: 15639–15644. doi:10.2210/pdb3g6o/pdb. PMID 1972099.{{cite journal}}:  نگهداری یادکرد:نام‌های متعدد:فهرست نویسندگان (link)
2. ↑  مصوب فرهنگستان زبان فارسی، واژگان گیاه‌کُش، گیاسازند، گیادروایان، گیاستروژن همگی مصوب فرهنگستان است

1. ^Gururani, Mayank Anand, Markkandan Ganesan, and Pill-Soon Song. "Photo-biotechnology as a tool to improve agronomic traits in crops." Biotechnology Advances (2014).